# Štěchovice
Štěchovice (německy Stiechowitz) jsou městys v okrese Praha-západ ve Středočeském kraji, přibližně 26 kilometrů jižně od centra Prahy. Žije zde přibližně 2 200 obyvatel.
Štěchovicemi protéká řeka Vltava. Obě strany Vltavy spojuje most Dr. Edvarda Beneše, sloužící pro automobilovou dopravu. Ve Štěchovicích se nachází také secesní kostel svatého Jana Nepomuckého s farou. V obci se do Vltavy vlévá říčka Kocába, kolem níž je mnoho trampských osad a krásná příroda. Štěchovice jsou s Prahou spojeny okresní silnicí vedoucí souběžně s dálnicí Praha-Příbram, sítí autobusových linek příměstské dopravy a také dálkovými linkami do jižních Čech.
Na území Štěchovic jsou na Vltavě dvě přehrady: Štěchovická nedaleko vlastních Štěchovic (její vzdutí zatopilo někdejší Svatojánské proudy) a Slapská u Třebenic. Štěchovická byla vybudována v letech 1938 až 1944. Ke Svatojánským proudům vedla po dnes již zatopené stezce historicky první turistická značená cesta Klubu českých turistů. Dnes vede štěchovickou strání nad přehradní nádrží zeleně značená trasa, která je zároveň i naučnou stezkou Svatojánské proudy, s atraktivními výhledy. Turistickými značenými trasami je protkáno celé okolí Štěchovic.

## Části obce
Obec Štěchovice se skládá ze tří částí na dvou katastrálních územích:
- Štěchovice (k. ú. Štěchovice u Prahy)
- Masečín (i název k. ú.)
- Třebenice (leží v k. ú. Štěchovice u Prahy)

V katastru Štěchovic leží též trampská osada Ztracenka.

## Historie
První písemná zmínka o sídle (Scecowiz) pochází z roku 1209.
Od 10. října 2006 byl obci vrácen status městyse.

### Územněsprávní začlenění
Dějiny územněsprávního začleňování zahrnují období od roku 1850 do současnosti. V chronologickém přehledu je uvedena územně administrativní příslušnost obce v roce, kdy ke změně došlo:
- 1850 země česká, kraj Praha, politický okres Smíchov, soudní okres Zbraslav[5]
- 1855 země česká, kraj Praha, soudní okres Zbraslav
- 1868 země česká, politický okres Smíchov, soudní okres Zbraslav
- 1927 země česká, politický okres Praha-venkov, soudní okres Zbraslav[6]
- 1939 země česká, Oberlandrat Praha, politický okres Praha-venkov, soudní okres Zbraslav[7]
- 1942 země česká, Oberlandrat Praha, politický okres Praha-venkov-jih, soudní okres Zbraslav[8]
- 1945 země česká, správní okres Praha-venkov-jih, soudní okres Zbraslav[9]
- 1949 Pražský kraj, okres Praha-jih[10]
- 1960 Středočeský kraj, okres Praha-západ
- 2003 Středočeský kraj, obec s rozšířenou působností Černošice

### Rok 1932
V městysi Štěchovice (přísl. Třebenice, 810 obyvatel, poštovní úřad, telegrafní úřad, telefonní úřad, přístav, četnická stanice, společenstvo různých živností) byly v roce 1932 evidovány tyto živnosti a obchody: 2 autodopravci, biograf Sokol, výroba cementového zboží, 2 cukráři, drogerie, družstvo pro rozvod elektrické energie ve Štěchovicích, geometr, 2 holiči, 5 hostinců, hotel U parolodě, hrnčíř, kolář, kovář, 2 krejčí, lakýrník, loďkař, akad. malíř, 2 mlýny, 2 obuvníci, 2 papírnictví, 2 pekaři, pila, pískovna, 2 rolníci, 3 řezníci, 4 obchody se smíšeným zbožím, Spořitelní a záložní spolek pro Štěchovice, stavební podnikatel, 2 trafiky, 2 truhláři, vinárna.

## Pamětihodnosti
- Kostel svatého Jana Nepomuckého
- Most Dr. Edvarda Beneše

## Znak
Znak městysu je neobvyklý použitím nápisu a má poměrně komplikovanou historii. Ačkoliv Vincenz Robert Widimsky ve svém díle Städtewappen des österreichischen Kaiserstaates z roku 1864 uvádí, že Štěchovice byly povýšeny na městečko a současně jim byl udělen znak Karlem IV., jedná se nejspíše pouze o romantickou domněnku tehdejších městských představitelů. Je dokonce možné, že znak vznikl na základě Widimského požadavku o vyobrazení znaku. Ottův slovník naučný uvádí bez žádného zdroje udělení znaku v roce 1533.
Samotný název obsažený ve znaku HOR ZLATICH zaujme použitím 2. pádu a pravopisnou chybou (místo „hor zlatých“) a pravděpodobně se jedná o součást delšího názvu jako např. úřad perkmistra hor zlatých ve Štěchovicích. Tento úřad doopravdy existoval v nedalekém Novém Kníně a je tedy možné, že byl tento název přenesen do Štěchovic. Slunce symbolizuje výskyt zlata, hornická kladívka (špičák/želízko a mlátek) připomínají hornickou minulost.
Znak byl tedy nejspíše odvozen od starší pečeti, bez které se tehdy město nemohlo obejít. Historicky jsou známy dvě pečetě Štěchovic. Starší pečeť (pravděpodobně z poloviny 17. století) je oválná, její pečetní pole ovinuje věneček z vavřínu, opis ohraničený z obou stran jednoduchou lištou obsahuje nápis MIESTISS _ SSTIECHOWICZ : ♦ :, rolverkový štítek umístěný v poli obsahuje nápis HOR ZLATICH a je provázený nahoře hornickými kladívky (vlevo kosmo špičák a vpravo šikmo mlátek); z paty štítu vyniká slunce a celý štít je převýšený andílčí hlavou s křidélky. Novější pečeť z 18. století je kulatá a je ohraničena perlovcem, horní polovina obsahuje opis _MESTIS STEHOWIZ, pečetní pole zobrazuje Adama a Evu u Stromu poznání s listy a plody a hadem – tato pečeť je zjevně inspirována znakem hrnčířského cechu. Nová pečeť mohla znamenat odklon od těžby zlata k hrnčířskému řemeslu, ke kterému skutečně v 2. polovině 17. století došlo.
Po správní reformě z roku 1850 musela města a městečka používat znak a pečeť a štěchovičtí se rozhodli pro návrat ke starší pečeti jako „tradičnější“. V domnění, že se jedná o znak převedený na pečeť, rozhodli se přirozeným způsobem přiřadit figurám z pečeti heraldické tinktury: slunci a nápisu přiřadili zlatou, kladívkům stříbrnou, násadám přirozenou (hnědou) a pole bylo modré. Tento znak pak vydržel až do současnosti a byl potvrzen dekretem předsedy Poslanecké sněmovny v roce 2005. V průběhu existence znaku se však vyskytly odchylky v kreslení znaku: např. Widimský zlatě lemuje znak (stejně jako i další znaky měst), což je ale jen neheraldická dekorace. Ottův slovník naučný pak vyobrazení převzal a hornická kladívka sjednotil na podobu špičáků (želízek). Objevily se i verze s prostorově kreslenými kladívky, prohozenou polohou hornických nástrojů, varianty se zlatými kladívky, s červenými topůrky a se sluncem, které má rozbíhavé paprsky – tyto varianty se považují z pohledu heraldiky za nesprávné. Nápis má být správně kreslen patkovým písmem.

## Doprava
Dopravní síť
- Pozemní komunikace – Obcí prochází silnice II/102 Zbraslav – Štěchovice – Chotilsko – Kamýk nad Vltavou. V obci začíná silnice II/106 Štěchovice – Kamenný Přívoz – Týnec nad Sázavou – Benešov.

- Železnice – Železniční trať ani stanice na území obce nejsou.

Veřejná doprava 2011
- Autobusová doprava – Z obce vedly autobusové linky např. do těchto cílů: Benešov, Hradištko, Milevsko, Neveklov, Nový Knín, Praha, Sedlčany.

## Osobnosti
- Otto Birma (1892–1953), sochař a legionář v Rusku
- Zorka Janů (1921–1946), herečka

## Partnerské obce
- Kalmthout, Belgie (2005)[13]
- San Juan Nepomuceno, Paraguay[13]

## Galerie

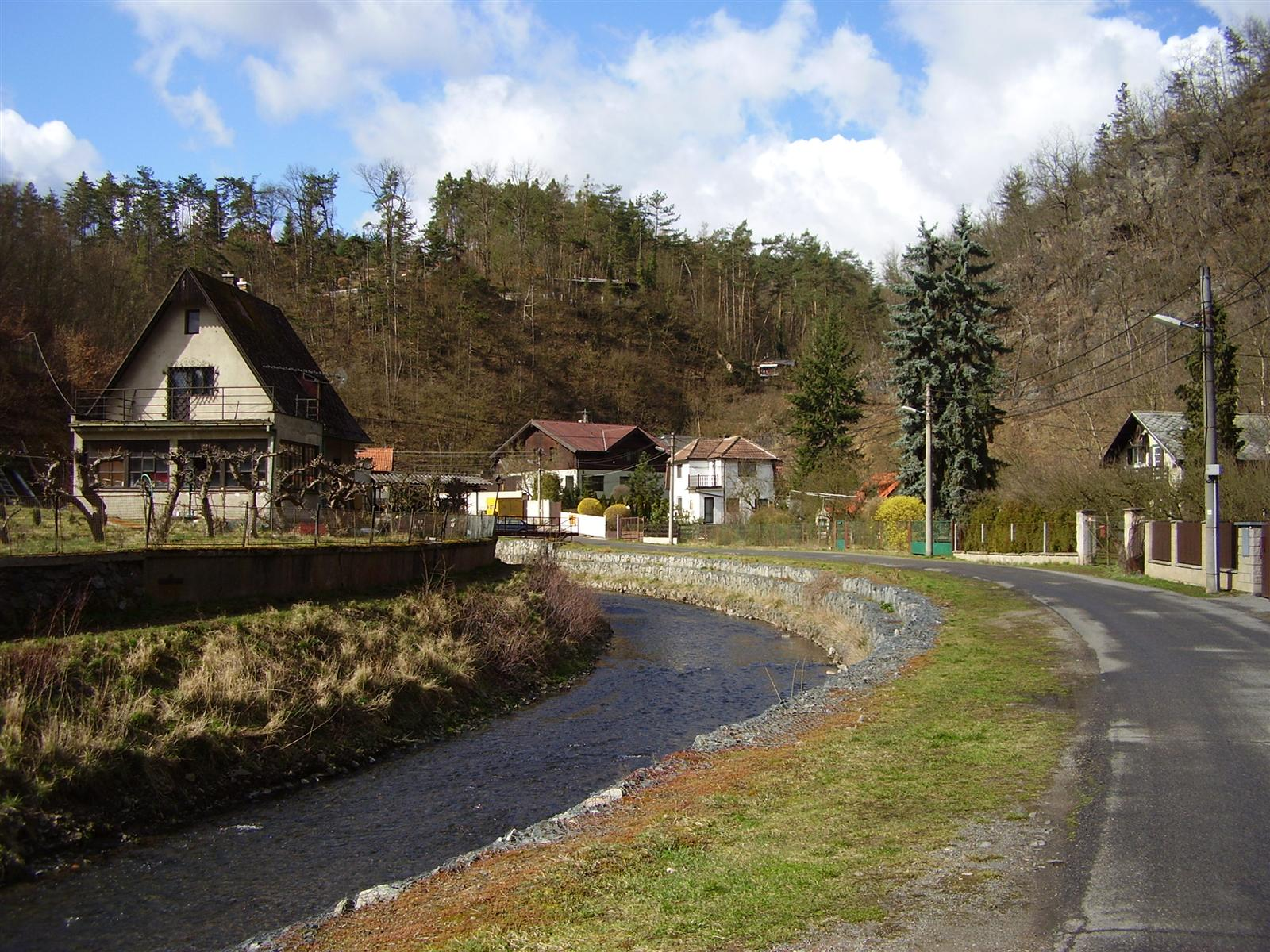
Tok Kocáby v chatové oblasti u Štěchovic
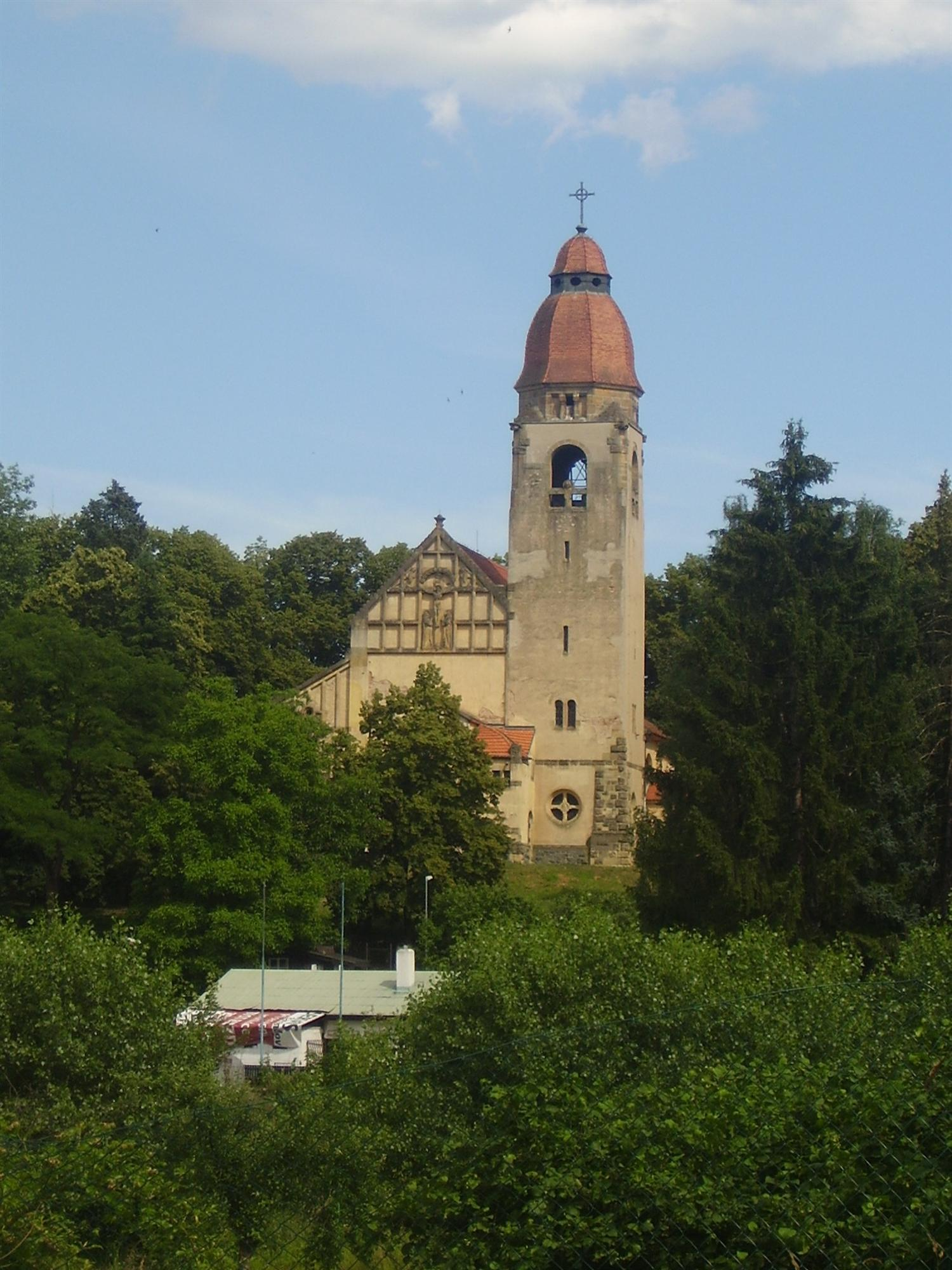
Secesní kostel svatého Jana Nepomuckého
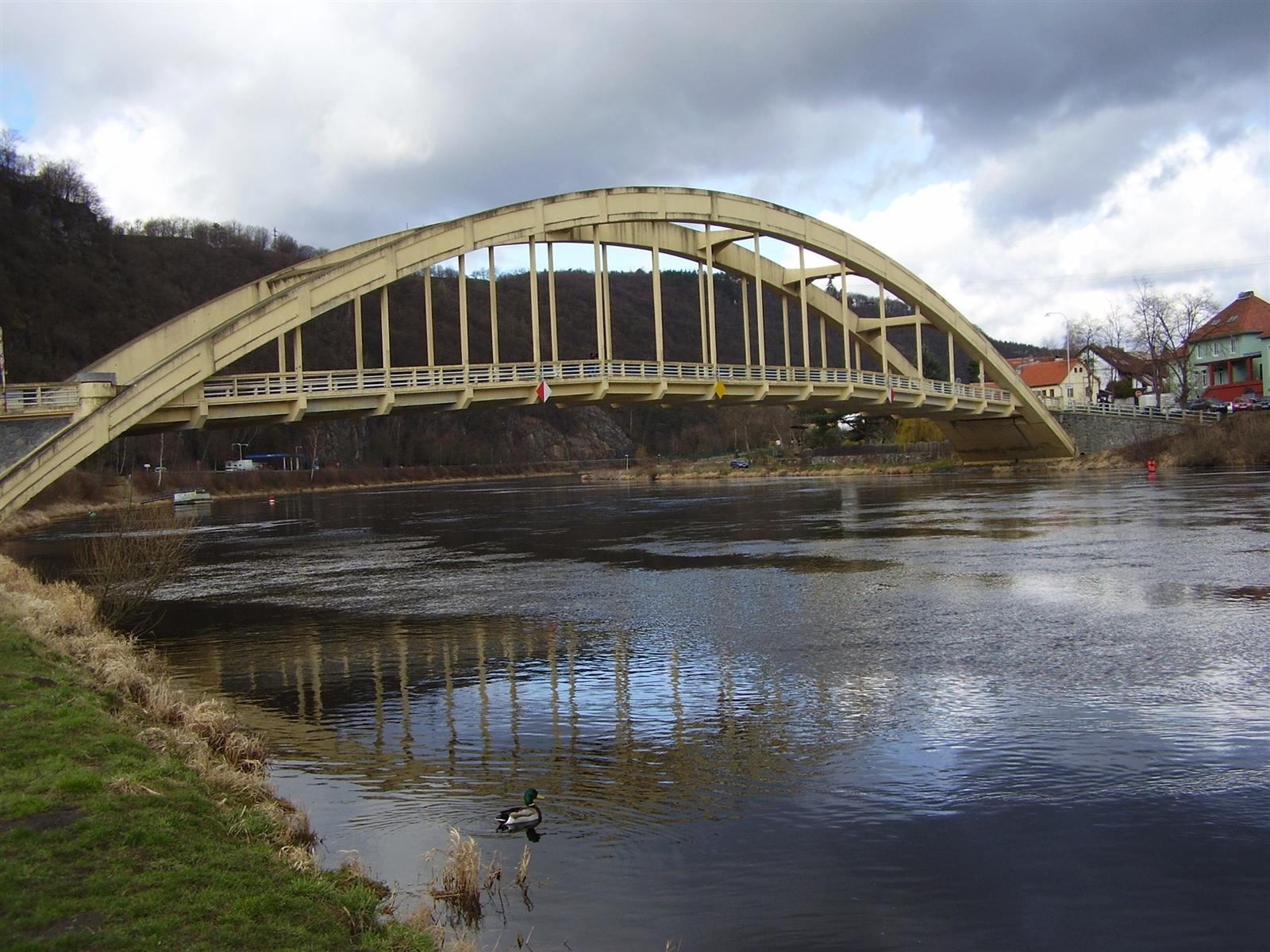
Most Dr. Edvarda Beneše přes Vltavu
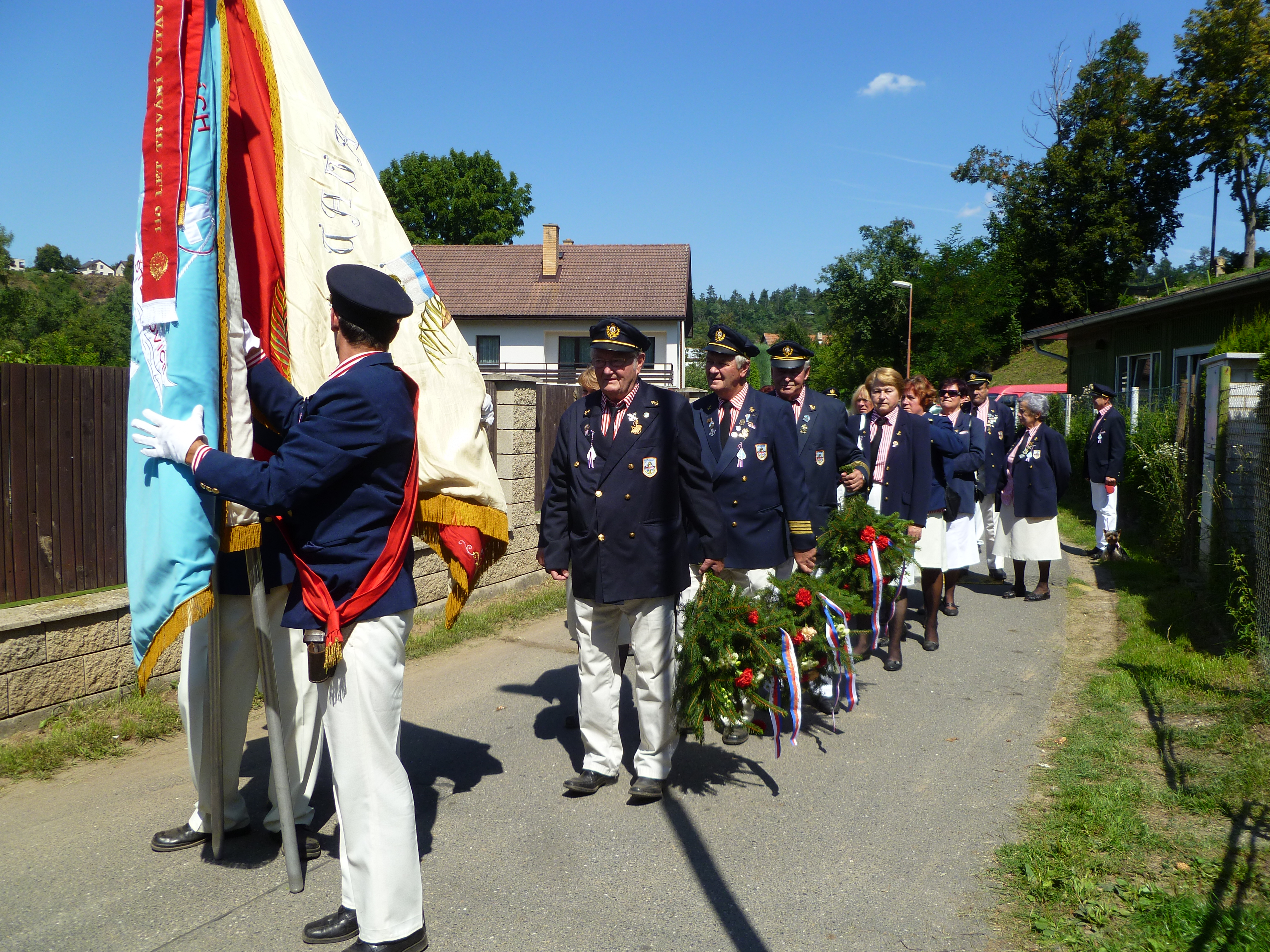
Oslavy 115. výročí založení spolku Vltavan Štěchovice

## Kultura
O Štěchovicích se zmiňuje Jan Werich v písni Babička Mary.